# Кольбер-Шабане, Огюст Франсуа-Мари де
Огюст Франсуа-Мари де Кольбер-Шабане (фр. Auguste François-Marie de Colbert-Chabanais; 1777—1809) — французский военный деятель, бригадный генерал (1805 год), барон Империи (1808 год), участник революционных и наполеоновских войн. Один из лучших кавалерийских генералов во французской армии времён Наполеона Бонапарта. Друг маршала Мишеля Нея.

## Ранние годы
Будущий герой родился 18 ноября 1777 года в Париже в одной из самых знатных семей Франции. Среди его дальних родственников по отцовской линии был Шарль Кольбер, министр иностранных дел Франции при Людовике XIV.
Несмотря на принадлежность к аристократическому классу, Огюст с воодушевлением воспринял революцию, и в 15-летнем возрасте вступил волонтёром в Национальную гвардию Тарба, затем 22 декабря 1793 года был переведён в 7-ю конно-егерскую полубригаду в Страсбурге. 30 июля 1795 года получил звание вахмистра, 23 сентября 1795 года — лейтенанта. Всё это время полубригада дислоцировалась в Вандее, где сражалась с роялистами. 2 января 1796 года стал адъютантом генерала Эмманюэля Груши, служил последовательно в Армии Берегов Океана, Армии Голландии и Северной армии. В декабре 1796 года участвовал в неудачной экспедиции генерала Лазара Гоша в Ирландию.

## Адъютант Иоахима Мюрата

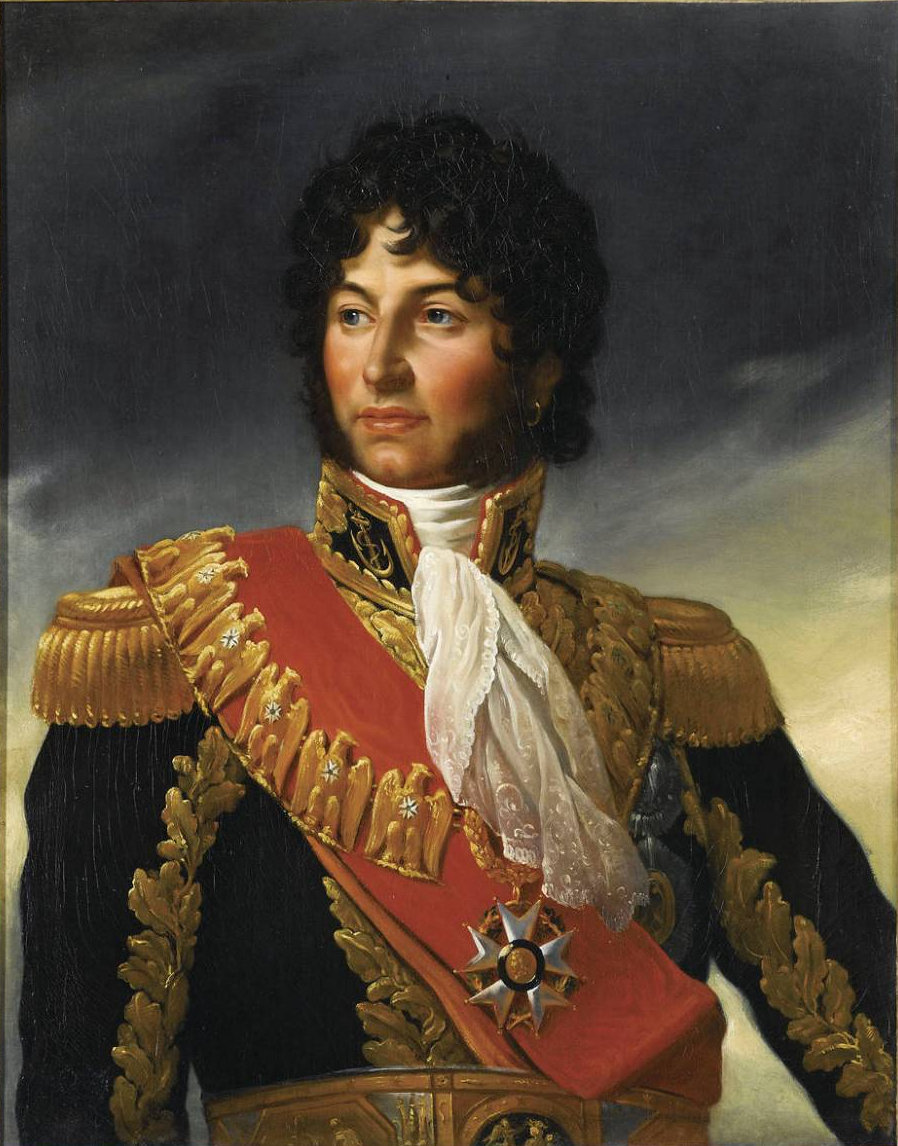
Иоахим Мюрат

19 октября 1797 года переведён в состав Итальянской армии с повышением в звании до капитана 4-й конно-егерской полубригады, и назначением адъютантом бригадного генерала Иоахима Мюрата. С 19 мая 1798 года участвовал в Египетской кампании в составе Восточной армии, сражался в битве у пирамид. За великолепную атаку в сражении при Салахии (11 августа 1798 года) произведён 16 августа 1798 года в командиры эскадрона, утверждён в звании 17 марта 1799 года. 9 января 1799 года Бонапарт создал полубригаду дромадеров (4 эскадрона всадников на одногорбых верблюдах) при Восточной армии, и разработку костюма для этого нового формирования выполнил Огюст, использовав сочетание французского мундира с арабским тюрбаном и бурнусом. Принимал участие в Сирийском походе в начале 1799 года, и получил тяжёлое пулевое ранение в обе ноги при осаде Акры, от которого восстанавливался больше месяца. Во время лечения был награждён генералом Бонапартом почётным оружием (двумя пистолетами). Вернувшись в строй, принял участие в знаменитой битве при Абукире, где французами была наголову разгромлена турецкая армия Саида Мустафа-паши.
22 августа 1799 года Мюрат вместе с Бонапартом отплыл во Францию. Через полгода между французами и англичанами было подписано Эль-Аришское соглашение, и Кольберу, а также ещё нескольким офицерам, среди которых генерал Луи Дезе, его адъютанты Жан Рапп и Рене Савари, и генерал Николя Даву, было дано разрешение вернуться во Францию. 3 марта 1800 года Огюст на бриге «Л’Этуаль» отплыл из Египта. Вскоре после отплытия, они попали в руки англичан, из уст которых узнали, что английское правительство отказалось ратифицировать Эль-Аришское соглашение, а посему они являются военнопленными. Они провели в английском плену 29 дней, после чего были освобождены. Высадившись наконец во Франции и пройдя положенный карантин, Огюст направился в Северную Италию, где продолжалась война против австрийцев. Наполеон приветствовал письмом возвращение молодого Кольбера на родину: 

«Я получил, Гражданин, ваше письмо от 15. Я рад Вашему прибытию. Я никогда не забуду храбрости, что Вы показали в Сирии. Добро пожаловать».
 Принял участие в сражении при Маренго в качестве адъютанта генерала Иоахима Мюрата, прямо на поле боя был повышен в звании до полковника штаба.

## Недолгий мир
18 июля 1800 года Кольбер был назначен командиром 10-й конно-егерской полубригады (с 24 сентября 1803 года — 10-й конно-егерский полк). Положительно отзывался о реорганизации армии, устроенной Первым консулом: 

» С прошлого года в целом произошли выгодные изменения в образе службы офицеров. Я нахожу в них меньше упрямства, больше выправки, рвения и любви к их профессии. «

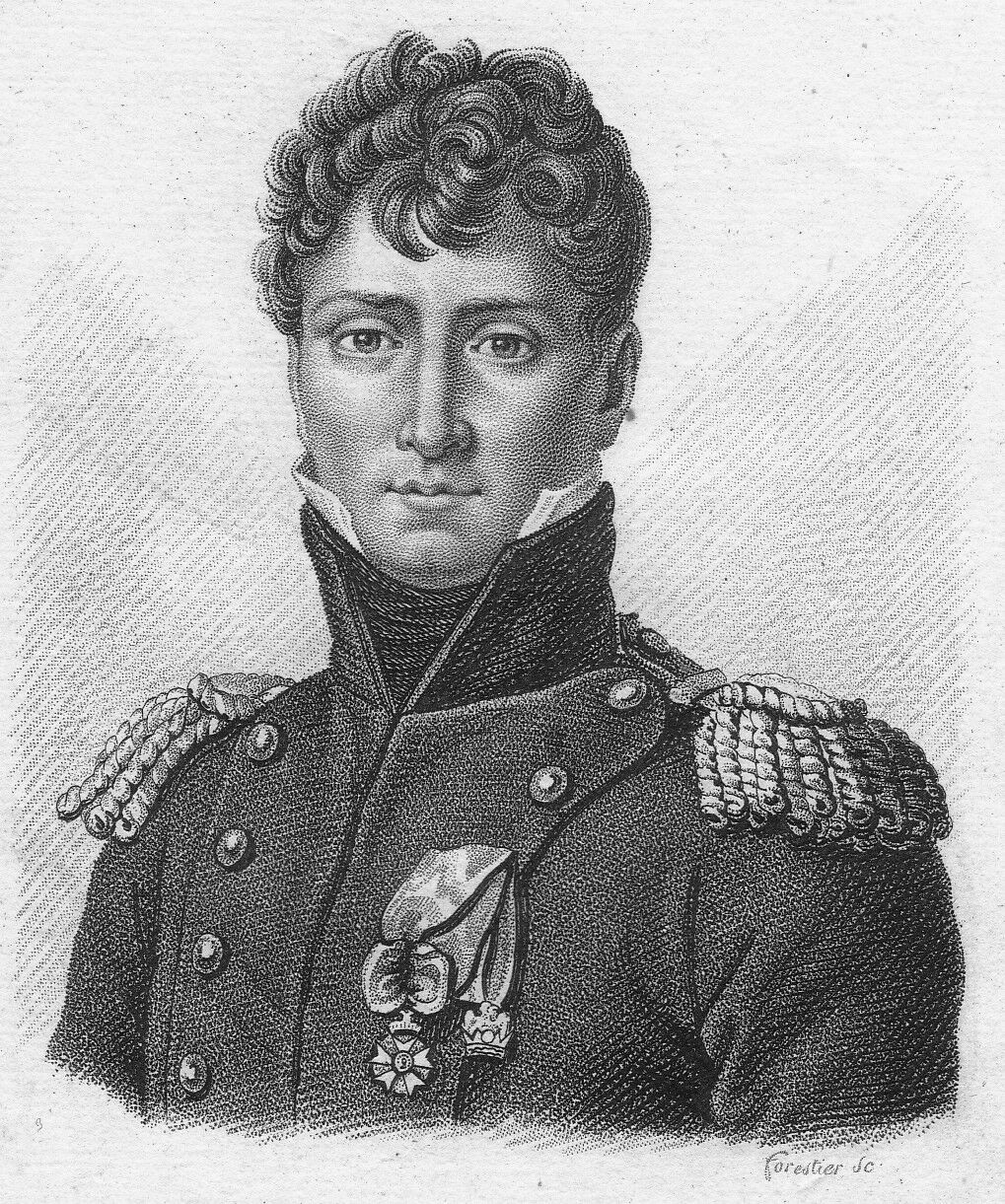

11 марта 1803 года Первый консул поручил Огюсту важную дипломатическую миссию — доставить в Санкт-Петербург императору Александру личное письмо от Бонапарта, и разведать обстановку в российской столице, а также убедить царя, что французы придерживаются Амьенского мира, но англичане своими действиями толкают их к войне. Полковник Кольбер взял в помощники своего однополчанина капитана Клода Тесто-Ферри. На обратном пути из Санкт-Петербурга они заехали в Берлин, где были приглашены на военные учения, проводимые герцогом Брауншвейгским. 28 мая 1803 года Кольбер вернулся в Париж, и был тепло принят Первым консулом.
30 декабря 1803 года Огюст женился на Жозефине Канкло, дочери генерала и сенатора Жана-Батиста Канкло, под чьим началом Кольбер служил в Западной армии. У Огюста не было денег на богатые подарки для невесты, но тут на помощь пришла Каролина Мюрат, которая взяла на себя все заботы о выборе подарка для девушки. Сам Мюрат был свидетелем на свадьбе.
23 марта 1804 года Огюст отбыл в расположение своего полка, три эскадрона которого тогда дислоцировались в Монтрёе. 10-й конно-егерский входил в состав сил дивизионного генерала Мишеля Нея, приписанных к Армии Берегов Океана.

## На аванпостах

### Австрийская кампания
Декретом от 29 августа 1805 года Наполеон создал 7 армейских корпусов в составе Великой армии. Кольбер со своим полком оказался в составе бригады лёгкой кавалерии 6-го армейского корпуса под командованием, к тому времени уже маршала, Нея. Помимо этого к бригаде были приписаны 1-й гусарский (полковник Филипп Рувийуа) и 3-й гусарский (майор Франсуа-Жозеф Жерар). Всеми этими кавалерийскими силами должен был командовать дивизионный генерал Жак де Тийи, его заместителем значился бригадный генерал Клод-Франсуа Дюпре. Однако ни первый, ни второй так и не прибыли в расположение корпуса до конца кампании. 1-й гусарский почти сразу был придан 1-й бригаде 1-й пехотной дивизии Дюпона, и по этой причине командование бригадой лёгкой кавалерии корпуса было поручено 27-летнему полковнику Огюсту Кольберу. Первым боевым крещением бригады стал бой при Эльхингене 14 октября 1805 года. После того, как французы взяли ключевой мост в городе, бригада, состоявшая на тот момент из эскадрона 10-го конно-егерского и эскадрона 3-го гусарского (всего 290 сабель), смогла переправиться на другой берег и выстроиться позади рядов французской пехоты. Вскоре маршал отдал приказ Кольберу атаковать вражескую пехоту и 150 кирасир. Австрийская пехота, построившись в несколько каре, медленным шагом стала уходить в сторону Ульма. Пехота и конница Нея перешли в общее наступление. На австрийские каре, оставшиеся без поддержки кавалерии, ринулись французские драгуны и конные егеря. На левом крыле австрийцев полк Эрбаха отразил несколько атак, но, расстреливаемый в упор, атакованный в штыки, рассеялся и был почти полностью порублен и взят в плен конными егерями полковника Кольбера. Преследование отступающего неприятеля Ней прекратил только с наступлением темноты. Его войска, сражавшиеся без перерыва почти 10 часов, остановились в 5 км от Ульма, завершив славный бой взятием Кессельброннского оврага, последнего сильного рубежа на пути к крепости. Кольбер расположил свои части вокруг Альбека. В результате этой яростной атаки под Кольбером была убита лошадь. Лихими кавалеристами были захвачены в плен 1,800 австрийцев и 5 пушек. Действия Кольбера были отмечены Императором в 5-м бюллетене Великой армии, а генерал Матьё Дюма в своём труде, посвящённом этой кампании, написал: 

» Эта энергичная атака корпуса лёгких войск против австрийской пехоты внесла большой вклад в успех дня, и заслуживает того, чтобы быть названой одним из самых замечательных военных подвигов. «
 После сдачи Ульма, бригада в составе 6-го корпуса действовала в Тироле, и в серьёзных боях не участвовала. По завершении кампании на Великую армию посыпался дождь из наград и повышений. Не обошёл вниманием Наполеон и „героев Эльхингена“. 24 декабря 1805 года Кольбер был произведён в бригадные генералы, и стал уже фактическим командиром бригады.

### Прусская кампания
14 октября 1806 года в 9 часов 15 минут утра у деревни Фирценхайлиген, что северо-западнее Йены, началась новая славная глава в боевой истории бригады Кольбера. Здесь французы выдвинули вперёд орудия и начали обмениваться выстрелами с прусскими батареями. Атаку на деревню повёл лично маршал Ней во главе авангарда своего 6-го корпуса. Остальные войска Нея пока не подошли к Йене. Авангард 6-го корпуса под командованием Кольбера состоял из трёх батальонов 25-го полка лёгкой пехоты, одного гренадерского и одного вольтижёрского батальонов из других полков, а также лёгкой кавалерии — шесть эскадронов и шести орудий, всего 4,000 человек. К авангарду 6-го корпуса был присоединён и 21-й полк лёгкой пехоты из состава дивизии Газана, входившего в 5-й корпус. Стрелки Нея приблизились к выстроенной в боевой порядок прусской тяжёлой кавалерии и стали обстреливать её, целясь в офицеров. Вскоре маршал обратил внимание, что одна прусская конная батарея плохо прикрыта, и приказал Огюсту Кольберу атаковать её 10-м конно-егерским полком. Кольбер блестяще провёл атаку. Конные егеря опрокинули один эскадрон кирасирского прусского полка „Хольцендорф“. Кирасиры, бросившись бежать, смяли строй прусского пехотного полка „Хенкель“, а тот в свою очередь опрокинул собственную пехоту, стоявшую у него в тылу. В результате батарея оказалась захваченной французами, а пруссаки в беспорядке отступили. Конные егеря 10-го полка, не теряя времени, схватили под уздцы прусских артиллерийских лошадей и умчались, увезя с собой передки пушек. Батарея осталась обездвиженной. Остальная часть 10-го конно-егерского полка атаковала драгунский полк „Приттвиц“. Захваченные орудия пруссакам удалось на время вернуть, потому что драгуны полка „Приттвиц“ смогли остановить и оттеснить конных егерей, а полк „Хенкель“ сумел быстро восстановить строй. Прусские драгуны хотели было преследовать конных егерей, но, будучи контратакованы 3-м гусарским полком, были отброшены. Затем на прусскую пехоту обрушился сильный артиллерийский огонь, и она также отступила в расстройстве, преследуемая некоторое время гусарами. В 9 часов 45 минут Ней занял деревню Фирценхайлиген — важный пункт, откуда можно было атаковать центр прусско-саксонской армии. В ходе этой атаки Кольбер получил лёгкое ранение в колено осколками. В течение нескольких часов авангард Нея героически отбивал атаки пруссаков, а с подходом к полю сражения основных сил французов, в 13 часов, перешёл в генеральное наступление. Бригада Кольбера за этот промежуток времени совершила множество атака на пехоту противника и взяла большое число пленных. Действия лёгкой кавалерии 6-го корпуса были отмечены Императором в 8-м бюллетене Великой Армии: 

» Бригадный генерал Кольбер во главе 3-го гусарского и 10-го конно-егерского, провёл несколько атак на пехоту противника, которые имели самый большой успех. "
Преследуя противника, 14 же числа, бригада Кольбера, драгуны и кирасиры Мюрата вошли в Веймар. К 22 октября передовые части 6-го корпуса подошли к сильной прусской крепости Магдебург и осадили её. 23 октября генерал Кольбер, во главе 600 человек из 6-го лёгкого, элитных рот 39-го линейного, двух эскадронов кавалерии и двух орудий, атаковал и рассеял противника, который попытался выйти со стороны Фридрихштадта, чтобы добыть себе продовольствие и фураж. 11 ноября генерал Клейст капитулировал. В руках французов оказалось 700 орудий и 54 флага пруссаков, а также в плен попали 24,000 гарнизона и 20 генералов. За успешные действия при Йене, Ней назначил Кольбера губернатором Магдебурга.

### Польская кампания
После быстрого и полного разгрома Пруссии, Великая армия выдвинулась в Польшу для действий против русской армии. Ней с авангардом Кольбера вступил в Торн, а 4 декабря в Бромберг. 7 числа кавалерия переправилась через Вислу и заняла дороги на Грауденц и Страсбург. 25 декабря бригада вместе с дивизией Маршана выбила пруссаков из города Зольдау.
После возобновления боевых действий в конце января 1807 года, бригада была временно придана кавалерийскому резерву Мюрата. 6 февраля 1807 года бригада приняла участие в кровавом сражении при Гофе против русского арьергарда, под командованием Барклая де Толли. После того, как передовой отряд русских оставил Зинкен и отошёл за ручей, генерал-майор Барклай де Толли приказал генерал-майору Дорохову удерживать мост с Изюмским гусарским полком и конно-артиллерийской ротой полковника князя Яшвиля. Со стороны французов первой в бой вступили конники Кольбера. Генерал повёл вперёд галопом свой головной полк (3-й гусарский) и подался с ним вправо, чтобы очистить от врага мост. При этом он был вынужден на ходу перестраивать эскадроны, отчего в их рядах произошло некоторое смятение (в данном случае французские гусары совершили не предусмотренное уставом кавалерии движение «вперёд в линию обратным порядком»). Затем 3-й гусарский полк устремился в атаку, но был отброшен залпами русской артиллерии и пехоты. Кольбер повторил атаку с 10-м конно-егерским полком, но она закончилась точно так же, как и предыдущая, поскольку огонь противника оказался очень силён. Затем французы сами были атакованы русской кавалерией. Навстречу 3-му гусарскому полку бригады Кольбера кинулись эскадроны Изюмского гусарского полка. Сблизившись между собой на дистанцию пистолетного выстрела, как русские, так и французские гусары внезапно остановились. Офицеры с обеих сторон командовали: «В атаку!», но никто не двигался с места. Так продолжалось несколько минут, пока дело не решила отвага ротмистра Гундерштруба, командира одного из эскадронов Изюмского полка. Он неожиданно бросился па французского офицера (также эскадронного командира) и свалил его с коня. Этот поступок послужил сигналом для изюмцев, которые, тотчас ударив на французов, опрокинули их. Успех изюмских гусар воодушевил их товарищей ольвиопольцев, стоявших во второй линии (рядом с Костромским мушкетёрским полком). Ринувшись вперёд, они стали преследовать конницу Кольбера и в запале понеслись прямо на мост. Однако здесь Ольвиопольский гусарский полк наткнулся на бригаду французских драгун из дивизии Клейна и был отброшен. В результате 10-й конно-егерский и 3-й гусарский понесли серьёзные потери.
В марте 1807 года в состав бригады влился 15-й конно-егерский под командованием полковника Пьера Мурье. В первых числах июня Беннигсен начал наступление против корпуса Нея. Кольбер с двумя полками из бригады вёл тяжёлые бои с троекратно превосходящими их по численности русскими у Гуттштадта и Деппена вместе с основными силами 6-го корпуса. После чего участвовал в разгроме русских при Фридланде.

## Короткая передышка
23 декабря 1807 года Кольбер, в числе многих генералов, был награждён орденом Железной короны за успешные действия в предыдущие два года войны. 19 марта 1808 года Огюст был возведён в ранг барона Империи. Новое дворянство по мысли Императора должно было стать сплавом традиций аристократии Старого порядка, и новой свежей волны из людей, выдвинувшихся в годы революции. Кольбер как нельзя лучше подходил под эту идею Наполеона. Выходец из старой и одной из знатнейших семей не только Франции, но и Европы, сделал себе имя на полях сражений исключительно благодаря своим талантам и заслугам, начав службу простым конным егерем.
Передышка для Кольбера и его людей закончилась 7 сентября 1808 года, когда 6-й корпус получил приказ Императора выдвигаться на Пиренейский полуостров, и влиться в состав Армии Испании.

## Гибель
Как всегда командуя авангардом 6-го корпуса, Кольбер участвовал в сражении при Туделе (23 ноября 1808 года), в котором была наголову разгромлена испанская армия, а затем активно преследовал британский корпус генерала Джона Мура. По дороге на Асторгу, недалеко от Вильяфранка-дель-Бьерсо, захватил 2000 пленных и несколько пушек. 3 января 1809 года около полудня Кольбер с 6-8 эскадронами прибыл к городку Какабелос, и получил приказ от маршала Сульта немедленно атаковать противника. Командир авангарда потребовал подкреплений, так как считал, что его сил недостаточно. Однако получил в ответ гневное сообщение от Сульта, требовавшего немедленной атаки, и считавшего, что англичане продолжат отступление и не примут бой. Генерал Кольбер был вынужден атаковать арьергард англичан кавалерией, несмотря на многочисленные препятствия. Он выехал вперёд со своим адъютантом, чтобы осмотреть место будущей атаки, но в этот момент притаившийся в засаде стрелок Том Планкет с нарезным штуцером из 95-го полка смертельно ранил Кольбера в голову. Утверждается, что последними его словами были: 

«Я ещё слишком молод, чтобы умирать, тем не менее моя смерть — это смерть солдата Великой армии, так как умирая я вижу бегство подонков и мучения врагов моей Родины!»
 Плачущие гусары похоронили Кольбера у обочины, в нескольких шагах от дороги. В течение двух лет весь 3-й гусарский полк, входивший в бригаду Кольбера, будет носить траур в виде чёрной ленты на киверах в память о своём смелом начальнике.
Английский полковник Уильям Нейпир, автор классической истории войны на Пиренейском полуострове, писал:

«…пал молодой генерал Огюст Кольбер, один из лучших кавалерийских офицеров того времени во всей Европе. Его красивая воинственная фигура, его голос, его манеры, а главным образом его безграничная отвага восхищали всех англичан, и грустное чувство охватило всю нашу армию, когда пал этот храбрый солдат.»
 Со времён Людовика XIV Огюст Кольбер был двадцать седьмым по счёту представителем своей семьи, избравшим карьеру военного, и четырнадцатым, нашедшим смерть на поле битвы.

## Характеристика генерала
В нём сочетались талант великолепного командира, изысканность манер, образованность и редкая красота. Солдаты любили его как отца.
Нет никаких сомнений в том, что Огюст де Кольбер, как и его старший брат Эдуар, были прекрасными кавалерийскими командирами. Он был хорошо образован, свободно говорил на нескольких языках, был строго дисциплинирован и являлся первоклассным наездником. Он был высоким красивым молодым человеком с массой струящихся белокурых волос. Он нечасто давал выход своим эмоциям, по этой причине редко употреблял алкоголь. Не обладал крепким здоровьем и неоднократно страдал от проблем с желудком.
Маршал Ней говорил о нём:
- «Я не знаю лучшего командира авангарда, чем Кольбер».
- «Когда Кольбер на аванпостах, я сплю спокойно»[28].

## Титулы

Герб барона

- Барон Кольбер и Империи (фр. baron Colbert et de l’Empire; декрет от 19 марта 1808 года, патент подтверждён 2 июля 1808 года в Байонне)[31][32].

## Награды
- Почётное оружие за Акру (1799 год)

 Легионер ордена Почётного легиона (11 декабря 1803 года)
 Офицер ордена Почётного легиона (14 июня 1804 года)
 Кавалер ордена Железной короны (23 декабря 1807 года)

## Воинские звания
- Конный егерь (22 декабря 1793 года);
- Вахмистр (30 июля 1795 года);
- Лейтенант (23 сентября 1795 года);
- Капитан (19 октября 1797 года);
- Командир эскадрона (16 августа 1798 года, утверждён в чине 17 марта 1799 года);
- Полковник штаба (14 июня 1800 года);
- Бригадный генерал (24 декабря 1805 года).

## Послужной список
- Служба в 7-й конно-егерской полубригаде (22 декабря 1793 — 2 января 1796);
- Адъютант генерала Эммануэля Груши (2 января 1796 — 19 октября 1797);
- Адъютант генерала Иоахима Мюрата (19 октября 1797 — 18 июля 1800);
- Командир 10-го конно-егерского полка (18 июля 1800 — 24 декабря 1805);
- Исполняющий обязанности командира бригады лёгкой кавалерии 6-го армейского корпуса Великой Армии (29 августа — 24 декабря 1805);
- Командир лёгкой кавалерии 6-го армейского корпуса Великой Армии (24 декабря 1805 — 7 сентября 1808);
- Командир лёгкой кавалерии 6-го армейского корпуса Армии Испании (7 сентября 1808 — 3 января 1809).

## Боевой путь офицера
Египетская кампания 1798—1800 годов
- Пирамиды (21 июля 1798 года)
- Салахие (11 августа 1798 года)
- Акра (март — май 1799 год)
- Абукир (25 июля 1799 года)

Итальянская кампания 1800 год
- Маренго (14 июня 1800 года)

Австрийская кампания 1805 года
- Гюнцбург (9 октября 1805 года)
- Хаслах-Юнгинген (11 октября 1805 года)
- Эльхинген (14 октября 1805 года)
- Михельсберг (15 октября 1805 года)
- Ульм (16 — 20 октября 1805 года)

Прусская кампания 1806 года
- Йена (14 октября 1806 года)
- Магдебург (25 октября — 8 ноября 1806 года)

Польская кампания 1806-07 годов
- Зольдау (25 декабря 1806 года)
- Лангенхайм (20 января 1807 года)
- Бок (26 января 1807 года)
- Гоф (6 февраля 1807 года)
- Прейсиш-Эйлау (8 февраля 1807 года)
- Гуттштадт и Деппен (5 — 6 июня 1807 года)
- Фридланд (14 июня 1807 года)

Пиренейская кампания 1808-09 годов
- Тудела (23 ноября 1808 года)
- Асторга (2 января 1809 года)
- Какабелос (3 января 1809 года)

## Ранения
- Тяжело ранен во время осады Акры, пуля прошла через обе ноги чуть выше колена (1799 год);
- Смертельно ранен пулей в лоб в бою у Какабелоса (3 января 1809 года).

## Адъютанты генерала Кольбера
Трое адъютантов Кольбера были представителями очень знаменитых наполеоновских семей, и все трое были очень молодыми людьми:
- Адриан д’Астор (фр. Adrien Louis Antoine Jérôme d’Astorg; 1783—1849);
- Родольф де Латур-Мобур (фр. Rodolphe de Faÿ de La Tour-Maubourg; 1787—1871);
- Альфред де Латур-Мобур (фр. Alfred Florimond Louis de Faÿ de La Tour-Maubourg; 1784—1809).

## Дань уважения

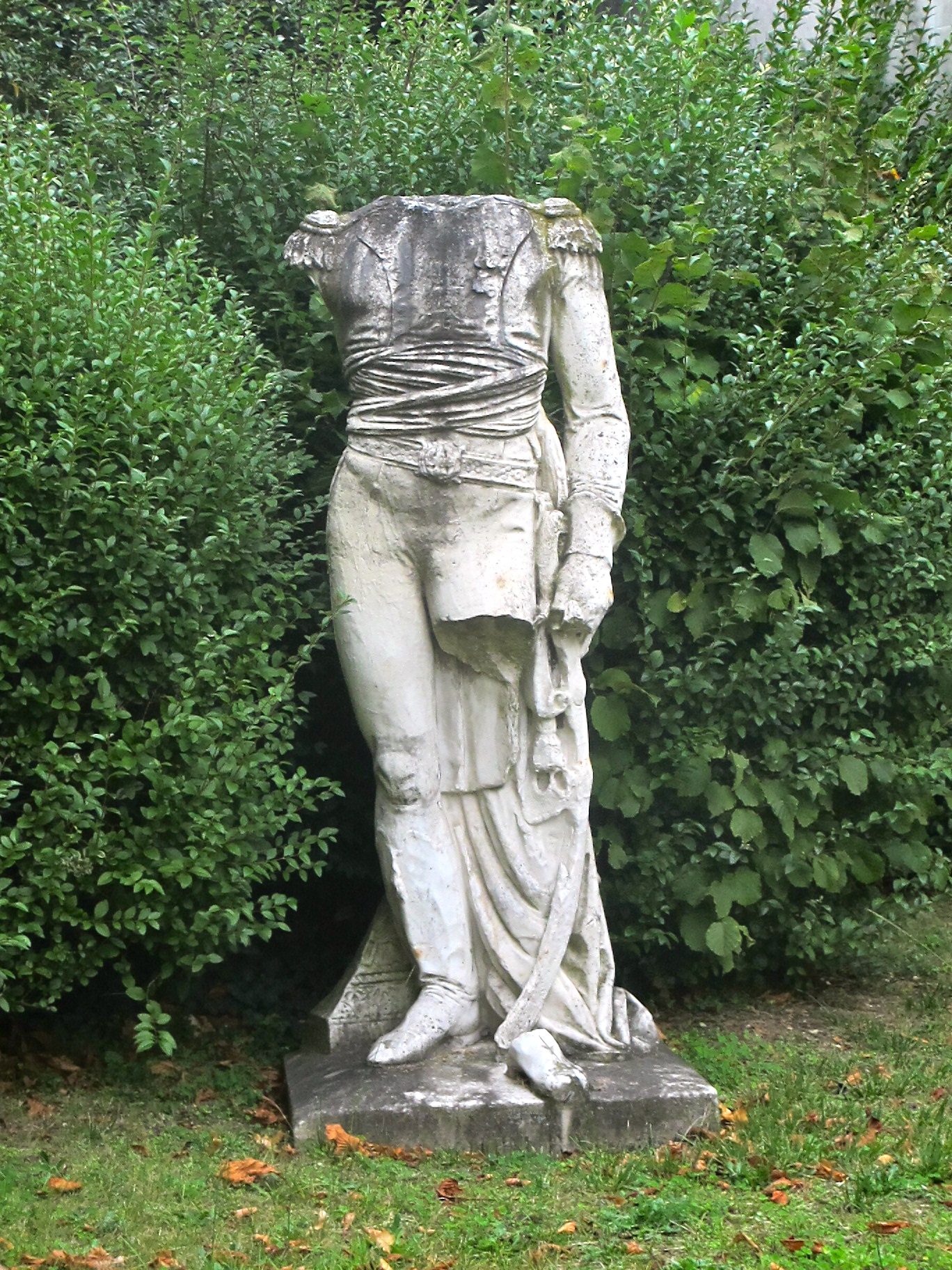
Обезглавленная статуя Кольбера в парке Сен-Сира.

- Имя генерала выбито под Триумфальной аркой в Париже (Западная опора, Столбец 38).
- Декретом от 1 января 1810 года Наполеон решил установить статую Кольбера, павшего на поле чести, на мосту Согласия. Однако этот проект так и не был реализован.[источник не указан 3407 дней]
- Его статуя размером 2,20 м находится в парке военного лицея Сен-Сир (расположенная ранее в «лесочке», а сегодня возле часовни).
- Его бюст «Гермес» был заказан для дворца Фонтенбло в 1809 году. Выполненная из мрамора Жаном-Мартеном Рено, работа была, наконец, помещена в зале Маршалов дворца Тюильри в 1810 году и оплачена в 1810 и 1811 годах. Бюст был повреждён во время пожара во дворце Тюильри в 1871 году и перевезён в Лувр. Литьё из гипса было выполнено в 1835 году Жаке, по заказу короля Луи-Филиппа I для «Исторической галереи», и по-прежнему находится в музее Истории Франции в Версале.

## Семья
- Огюст — пятый и самый младший сын генерал-лейтенанта королевской армии, графа Луи де Кольбер-Шабане (фр. Louis Henri François de Colbert-Chabanais; 1737—1792), и его супруги Жанны Дави дю Гре (фр. Jeanne David du Grez; 1756—1812). Его старшие братья — Эдуар де Кольбер-Шабане (фр. Édouard de Colbert-Chabanais; 1774—1853) и Альфонс де Кольбер-Шабане (фр. Alphonse de Colbert-Chabanais; 1776—1843), также дослужились до генеральских чинов.
- Огюст де Кольбер женился 30 декабря 1803 года на Жозефине Канкло (фр. Marie Geneviève Joséphine de Canclaux; 28 мая 1785 года, Париж † 7 октября 1849 года, Гамбе), дочери генерала и сенатора Жана-Батиста Канкло.